# Ákos Engelmayer
Ákos Engelmayer (ur. 1938 w Segedynie) – węgierski dziennikarz, historyk i wykładowca, dyplomata, w latach 1990–1995 ambasador Węgier w Polsce z akredytacją na Białorusi.

## Życiorys
Uczestniczył w rewolucji węgierskiej 1956. Pracował jako zecer w związku z niemożnością podjęcia studiów w kraju. W latach 1962–1968 studiował etnografię na Uniwersytecie Warszawskim. Po ukończeniu studiów pozostał w Polsce, był zatrudniany m.in. jako przewodnik wycieczek oraz tłumacz. W latach 1970–1989 pracował w Interpressie (z przerwą na okres 1981–1982), gdzie był kierownikiem redakcji węgierskiej oraz szefem redakcji węgierskojęzycznego czasopisma „Polska”. W 1980 przystąpił do NSZZ „Solidarność”. W 1987 był współzałożycielem Solidarności Polsko-Węgierskiej.
Po przełomie politycznym premier József Antall powierzył mu funkcję ambasadora nadzwyczajnego i pełnomocnego w Polsce, pierwszego po upadku komunizmu. W 1992 złożył listy uwierzytelniające Stanisławowi Szuszkiewiczowi jako ambasador na Białorusi (z rezydencją w Warszawie). Obie funkcje pełnił do 1995. Po odejściu z pracy w Ministerstwie Spraw Zagranicznych podjął się pracy wykładowcy historii Europy Środkowo-Wschodniej w Akademii Humanistycznej im. Aleksandra Gieysztora w Pułtusku, współpracował również ze Studium Europy Wschodniej Uniwersytetu Warszawskiego.
Obecnie jest m.in. prezesem Wspólnoty Węgierskiej w Polsce. Żonaty z Krystyną Golińską, mieszka w Podkowie Leśnej.

## Odznaczenia
- Krzyż Komandorski Orderu Zasługi Rzeczypospolitej Polskiej (1994)[3]
- Medalem Polonia Mater Nostra Est (1995)
- Odznaka honorowa „Zasłużony dla Kultury Polskiej” (2022)[4]